# Ragazzi uniti 2
Ragazzi uniti 2 è un album discografico dei cantanti italiani Gianni Vezzosi e Salvo Alessi, pubblicato nel 1992 dalla BG Record.

## Tracce
Lato A
1. Ragazzi uniti 2 – 3:20
2. Parlerò di te – 3:10
3. Zingara dagli occhi azzurri – 3:15
4. Che m'he fatto – 3:25
5. Mio fratello – 3:05

Lato B
1. Nuie... cumpagni 'e via – 3:10
2. Lassame sulo – 3:10
3. Delirio d'amore – 3:15
4. Per una donna – 3:25
5. Mamma – 4:45